# Vindula dampierensis
Vindula dampierensis är en fjärilsart som beskrevs av Rothschild 1915. Vindula dampierensis ingår i släktet Vindula och familjen praktfjärilar. Inga underarter finns listade i Catalogue of Life.